# Serin forestier
Crithagra scotops
Espèce
Statut de conservation UICN

 LC  : Préoccupation mineure
Synonymes
Serinus scotops
Le Serin forestier (Crithagra scotops) est une espèce d'oiseaux d'Afrique australe  appartenant à la famille des Fringillidae.

## Distribution
Sud et est de la Province du Cap, remontant, à l’est, sur le Lesotho, le Natal, l'Eswatini et le Transvaal.

## Sous-espèces
D'après la classification de référence (version 5.1, 2015) du Congrès ornithologique international, cette espèce est constituée des sous-espèces suivantes :
- C. s. scotops Sundevall, 1850 : sud et sud-est de la Province du Cap, Transkei, Natal et est du Lesotho ;
- C. s. kirbyi Dowsett, 2012 (anciennement C .s .transvaalensis Roberts, 1940), nord et est du Tranvaal, ouest du Swaziland ;
- C. s. umbrosus (Clancey, 1964) : Griqualand, sud-ouest et sud de la Province du Cap.

## Habitat
Le serin forestier habite la lisière et l’intérieur des forêts sempervirentes de montagne dont il fréquente la canopée ou le niveau intermédiaire mais aussi les fourrés et les épais buissons (Fry & Keith 2004).

## Alimentation
Il obtient sa nourriture composée de graines et de petits fruits directement sur les plantes herbacées, les arbrisseaux ou sur le sol. Il a aussi été observé collectant des bourgeons de feuilles de Ptaeroxylon obliquum (en) (Skead 1960). Hockey et al. (2005) ont répertorié des graines d’Avena, Panicum, Alyssum, Pascanaria corymbosa ; des fruits d’Anthospermum, Plectranthus, Ficus ; des fleurs de Penaea cneorum et des feuilles de Senecio et Ptaeroxylon obliquum.
D’autres plantes ont été identifiées, photos à l’appui, par Ottaviani (2011) : un individu se nourrissant sur la tête florale d’une protée du genre Leucospermum et un autre collectant des grains d’un épis d’Elegia capensis (en), restionacée.

## Mœurs

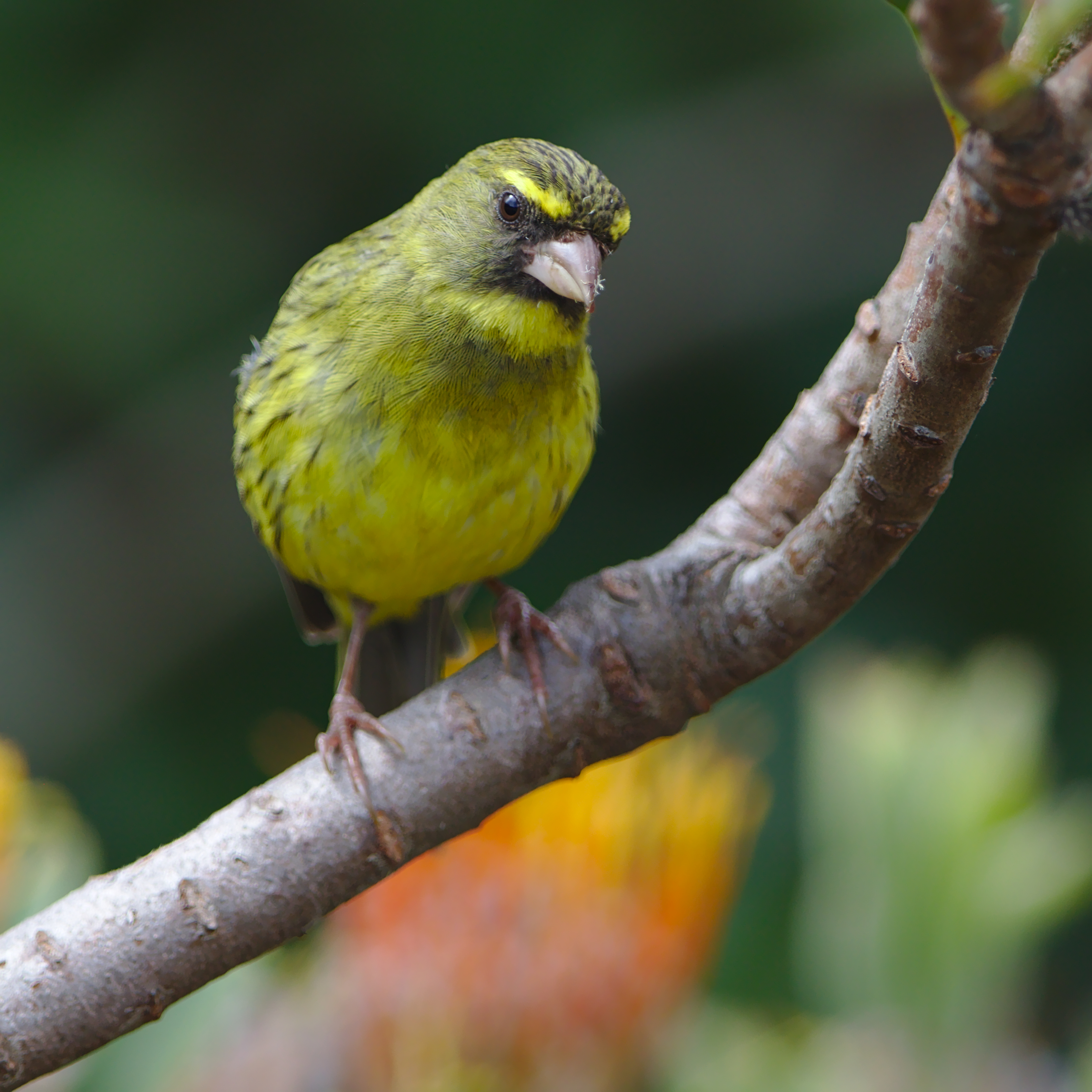
Mâle photographié au jardin botanique de Kirstenbosch.

Il se tient seul ou par couples, parfois en groupes comptant jusqu’à 12 individus. Il s’associe au serin du Cap dans les plantations d’arbres exotiques. Vif et actif, il exploite l’étage moyen ou la couronne des arbres à la recherche de nourriture. Il garde souvent le couvert végétal des frondaisons mais descend parfois au sol ou visite les jardins et les stations de nourrissage. Les membres d’un couple ou d’un groupe maintiennent un contact acoustique par l’émission de petits cris mais restent généralement silencieux, passant facilement inaperçus (Skead 1960).

## Voix
Le chant consiste en séries de notes douces et aiguës à sonorité cristalline mêlées à des sifflements clairs et agréables et à quelques trilles durant de 11 à 16 secondes (Fry & Keith 2004).

## Parade nuptiale
Van den Elzen (1985), d’après des observations recueillies en captivité, rapporte que le mâle parade à la fois comme Serinus et Crithagra. L’attitude « tête levée » est accompagnée d’un balancement du corps. La femelle construit le nid mais est accompagnée par le mâle qui transporte des matériaux. Le mâle se montre alors très agressif contre tout congénère et vole vers lui en battant vigoureusement des ailes et en lançant un chant de guerre puissant qui se prolonge pendant toute l’incubation.

## Nidification
Le nid est une petite coupe compacte faite d’une mousse filandreuse et de très fines herbes, tapissée intérieurement d’un autre matériau fibreux et de lichen. Il est placé entre un et cinq mètres dans la fourche d’une branche latérale d’arbre ou de buisson (un arbre épineux ou un buisson du genre Schotia) et bien dissimulé dans les frondaisons. Deux nids étaient placés à seulement deux mètres l’un de l’autre dans un conifère de jardin, au voisinage de la forêt ; l’un contenait des œufs, l’autre des oisillons. Les deux membres du couple apportaient des matériaux mais seule la femelle construisait le nid. Deux couvées sont observées certaines années (Fry & Keith 2004).

## Données de baguage
Ward et al. (2003) ont bagué, mesuré et examiné des oiseaux dans la Province du Cap et au Natal. Sur deux sites de baguage et 12 reprises, la plus grande distance parcourue est de 10 km ce qui suggère une nette sédentarité. Pendant la saison de reproduction, les deux sexes présentent une plaque incubatrice mais elle n’est pas vascularisée chez le mâle. La période de reproduction dure de septembre à mai puis celle de mue, de juin à octobre.